# Fanny Chesnel
Pour les articles homonymes, voir Fanny et Chesnel.
Fanny Chesnel, née le 12 octobre 1980 à Cherbourg, est une écrivaine et scénariste française.

## Biographie
Fanny Chesnel déclare avoir voulu monter sur scène dès l'âge de cinq ans. À neuf ans, elle joue dans la Comedia Del Arte au sein de la troupe Théâtro, puis au collège dans l'atelier théâtre et au lycée Jean-François-Millet à Cherbourg, où elle obtient un bac littéraire option théâtre avec mention très bien.
À 17 ans, elle quitte Cherbourg pour Paris. Elle y fait ses débuts de comédienne, au cours Florent, où elle se fait remarquer par Robert Hossein. Elle poursuit ses études et obtient un DEA de lettres. Elle commence à écrire et remporte deux années consécutives le concours de la nouvelle universitaire de France. Tout en travaillant dans la production audiovisuelle comme conseillère artistique et scénariste, elle publie son premier roman, Une jeune fille aux cheveux blancs paru 2011 chez Albin Michel. Celui-ci est porté à l'écran en 2013 par la réalisatrice Marion Vernoux sous le titre Les Beaux Jours, qu’elle co-scénarise également. Fanny Ardant joue le rôle-titre . Elle est lauréate, pour le même ouvrage, du prix Confidentiel 2011. Le Figaro le salue comme un livre « effronté, léger, enlevé, [qui] aurait pu être titré "Bonjour vieillesse". ». « J'ai toujours aimé l'écriture, dit-elle. C'est comme jouer : on se met dans la peau d'un personnage, on s'y glisse avec ses propres bagages. ».
Fanny Chesnel a aussi co-scénarisé plusieurs films, notamment Le Baiser en (2013) de Marion Vernoux, puis le film L'Ex de ma vie (ou Divorce à la française) (2014), de Dorothée Sebbagh, avec Kim Rossi Stuart.
Fin 2018, elle publie  Le Berceau, et en 2020 La Relève.

## Ouvrages
- La Grande fugue, éd. Storylab, 2010
- Une jeune fille aux cheveux blancs, éd. Albin Michel, 2011, prix Charles Exbrayat
- Le Berceau, éd. Flammarion, 2019
- La Relève, éd. Flammarion, 2020

## Cinéma

### Scénariste
- Les Beaux jours, de Marion Vernoux, avec Fanny Ardant, Laurent Lafitte et Patrick Chesnais, 2013. Adaptation avec Marion Vernoux de son livre Une jeune fille aux cheveux blancs. Fanny Chesnel vient présenter le film le 20 juin 2013 à Cherbourg, au cinéma Odéon, accompagnée de la réalisatrice.
- L'Ex de ma vie, de Dorothée Sebbagh, avec Géraldine Nakache, Kim Rossi Stuart, Pascal demolon. Scénario écrit en collaboration avec Dorothée Sebbagh et Marc Syrigas.
- Bonhomme, de Marion Vernoux, avec Nicolas Duvauchelle, Ana Girardot, Béatrice Dale, 2018. Scénario écrit en collaboration avec Marion Vernoux et Grégoire Vigneron.
- La Petite, de Guillaume Nucloux, avec Fabrice Luchini et Mara Taquin, 2023. Adaptation de son deuxième roman, Le Berceau

### Réalisatrice
- Dérive (court métrage), avec Bérénice Béjo, Guillaume Duhesme, Alexis Manenti, 2022
- Nuit magique, 2023
- Les Cigognes, avec Bénénice Béjo, Alexis Manenti, 2023